# Eonympha erythrozona
Eonympha erythrozona är en fjärilsart som beskrevs av Edward Meyrick 1906. Eonympha erythrozona ingår i släktet Eonympha och familjen praktmalar, Oecophoridae. Inga underarter finns listade i Catalogue of Life.